# Alegra Motorsports
Alegra Motorsports est une écurie de sport automobile américaine fondée en 1996 par Carlos de Quesada.

## Histoire
L'écurie est fondée par Carlos de Quesada, il découvre la compétition automobile lorsqu'il apprend des cours de pilotage au sein du Porsche Club of America. Il pilote ensuite durant sa carrière dans différentes compétitions et il participe également à des évènements historiques sur le continent américain. En 1996, il fonde l'écurie qui s'engage par la suite dans divers championnats américains, American Le Mans Series et Porsche Supercup.
Fin février 2016, l'écurie fait l'acquisition d'une Riley Mk XXVI pour un engagement aux 12 Heures de Sebring.
En 2017, le team s'inscrit en WeatherTech SportsCar Championship avec une Porsche 911 GT3 R (991) pour la saison 2017,.
En janvier 2017, le team remporte les 24 Heures de Daytona 2017 en catégorie GTD.
En octobre, au Petit Le Mans, la Porsche de l'écurie obtient un podium dans la catégorie GTD.

## Pilotes
- Maximilian Buhk (2021)
- Michael Christensen (2017)
- Dominik Farnbacher (2016)
- Carlos de Quesada (2016-2017)
- Michael de Quesada (2017, 2021-2022)
- Maximilian Götz (2022)
- Billy Johnson (en) (2021)
- Cameron Lawrence (en) (2016)
- Jesse Lazare (2017)
- Patrick Long (2017)
- Linus Lundqvist (2022)
- Daniel Morad (2016-2017, 2021-2022)
- Mike Skeen (en) (2021)
- Spencer Pumpelly (2017)
- Mathieu Jaminet (2017)